# Зоттегем
Зоттегем (нидерл. Zottegem) — бельгийская коммуна, расположенная во Фламандском регионе (провинция Восточная Фландрия, регион Дендерланд). Население — 25 073 чел. (1 января 2011). Площадь — 56,66 км2.
В 48 км к западу от Брюсселя и в 19 км к юго-востоку от Гента. Ближайшие автодороги — A10/E 40.